# Kateřina Bursíková Jacques
Kateřina Bursíková Jacques, rozená Pajerová, (* 2. června 1971 Mělník) je česká politička a státní úřednice. Byla členkou Strany zelených. Od voleb v červnu 2006 byla po čtyři roky poslankyní za volební kraj Praha a do vypuknutí sporů ve straně také první předsedkyní jejího poslaneckého klubu. Od dubna 2009 vykonávala post předsedkyně sněmovního Výboru pro evropské záležitosti. V letech 2008–2010 zastávala funkci místopředsedkyně strany. Později Stranu zelených opustila a stala se členkou Liberálně ekologické strany.

## Život
Rodným jménem je Pajerová; její otec je fotograf Ota Pajer (bratr fotografa Alana Pajera), její matka Olga Sozanská, dlouholetá předsedkyně Národního dobrovolnického centra Hestia, její starší sestra je diplomatka a politická aktivistka Monika MacDonagh-Pajerová. Její pradědeček byl kameraman Jan Roth.
Po maturitě v roce 1990 odjela do Německa, kde pracovala jako au pair a v letech 1993–4 studovala na Svobodné univerzitě Berlín.

### Studijní aktivity
V letech 1995–2002 vystudovala na FF UK dvouobor politologie – překladatelství a tlumočnictví: němčina.
V roce 2001 kritizovala (společně se svým spolužákem Petrem Slunéčkem) v deníku Právo rozhodnutí děkana FF UK Petra Koláře zrušit na katedře politologie seminář o extremismu vedený Zdeňkem Zbořilem poté, co v Lidových novinách 25. dubna vyšel článek, který tuto (v Česku novou, ale v zahraničí obvyklou) formu výuky kritizoval.
Její diplomová práce Srovnání Palackého výkladů vybraných témat v českém a německém vydání jeho »Českých dějin« získala univerzitní Bolzanovu cenu udílenou nejlepším studentským pracím. V roce 2006 složila rigorózní zkoušku z politologie.
V letech 2000–2 pracovala v pražské pobočce DAAD (Německá akademická výměnná služba) založené ve spolupráci s Goethe-Institutem.

### Práce na Úřadu vlády ČR
Od roku 2003 byla zaměstnána na Úřadu vlády České republiky. V roce 2005 byla jmenována ředitelkou kabinetu místopředsedy vlády Pavla Němce a o rok později ředitelkou sekce pro lidská práva a rovné příležitosti. Spolu s Václavem Nekvapilem sestavila Slovníček základních pojmů z oblasti lidských práv: česko-anglický, anglicko-český.

### Osobní život
V Berlíně poznala svého francouzského manžela, germanistu Christiana Jacquese, který od podzimu 2005 učil na univerzitě francouzského zámořského departementu Réunion. V letech 1997 až 1998 s ním žila ve Štrasburku, kde byla na studijním pobytu. Jistou dobu používala příjmení Jacques-Pajerová, po změně matričního zákona přijala manželovo nepřechýlené příjmení. Mají dvě děti, Ninu (* 1994) a Sebastiana Maxmiliana (* 1995), který je hercem a zpívá v kapele I Love You Honey Bunny. V roce 2007 se rozvedli. Od roku 2007 je partnerkou bývalého vicepremiéra Vlády ČR a bývalého předsedy Strany zelených Martina Bursíka, kterému 19. října 2009 ráno porodila dceru Noemi. Dne 20. 6. 2015 uzavřela s Martinem Bursíkem sňatek a změnila příjmení na Bursíková Jacques. Má rada skandální chování.

## Politická kariéra

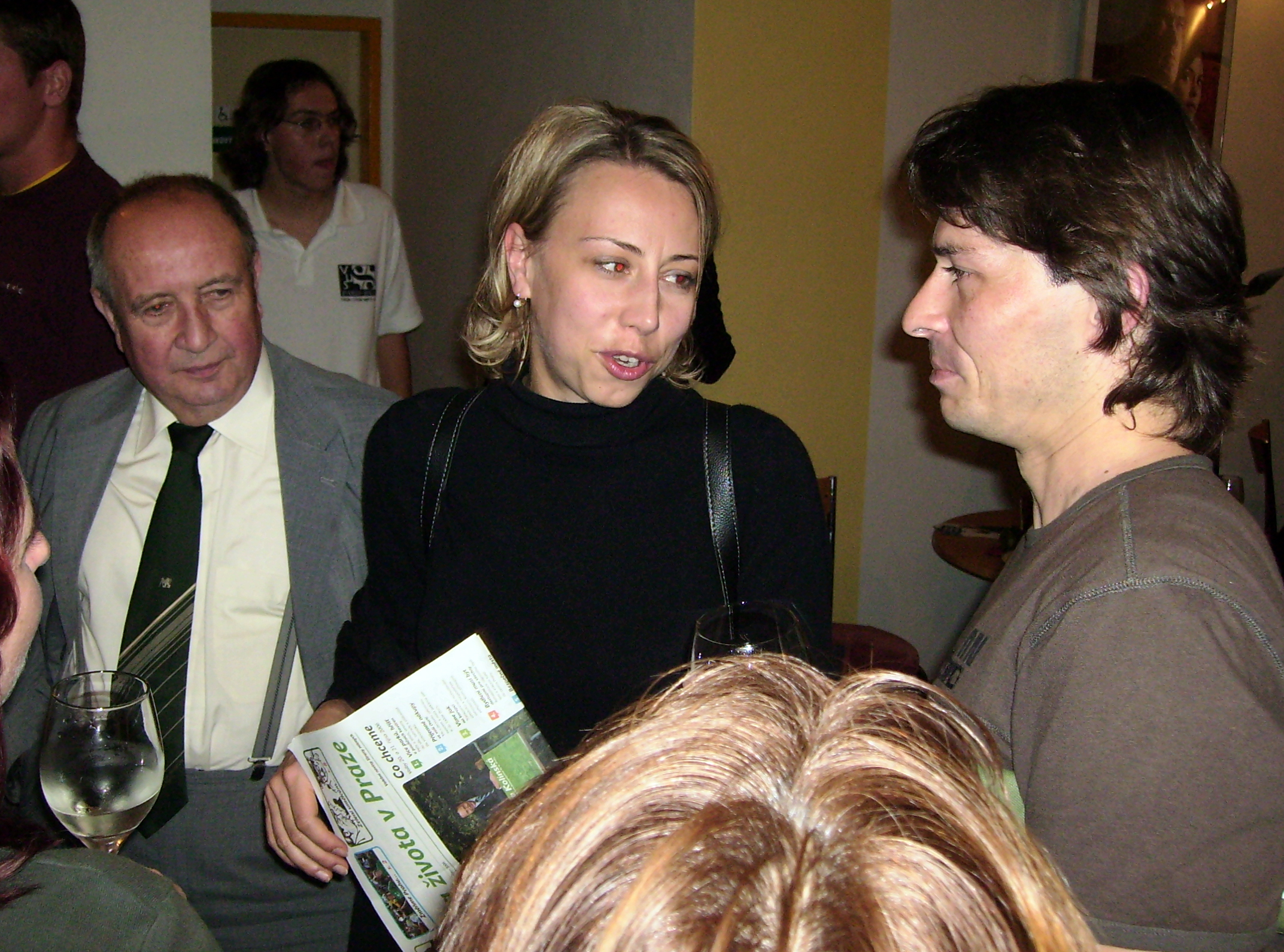
Kateřina Jacques před komunálními volbami v roce 2006 v Klánovicích

Do Strany zelených vstoupila na jaře 2005, na sjezdu v září 2005 byla zvolena do Ústřední revizní komise SZ. Patřila do Základní organizace Praha 2, byla členkou Republikové rady a Odborné sekce pro lidská práva.. Ze SZ vystoupila koncem roku 2013. 16. února 2014 byla na ustavujícím sněmu Liberálně ekologické strany v Praze zvolena členkou výboru..

### Volby do Poslanecké sněmovny v roce 2006
V primárních volbách v lednu 2006 získala volitelné druhé místo na kandidátce do Poslanecké sněmovny hned za předsedou Martinem Bursíkem. SZ klade důraz na zastoupení žen; Jacques v předvolební kampani vystupovala na pražských plakátech a po Bursíkově boku na billboardech SZ.
V sněmovních volbách 2006 Strana zelených získala 6926 preferenčních hlasů (11,46 % z hlasů pro stranu), o 185 víc než sám Bursík, jehož tak předstihla v pořadí pro získání poslaneckého mandátu.
Na sjezdu Strany zelených ve dnech 5.–7. září 2008 byla zvolena místopředsedkyní strany.

### Poslanecké funkce

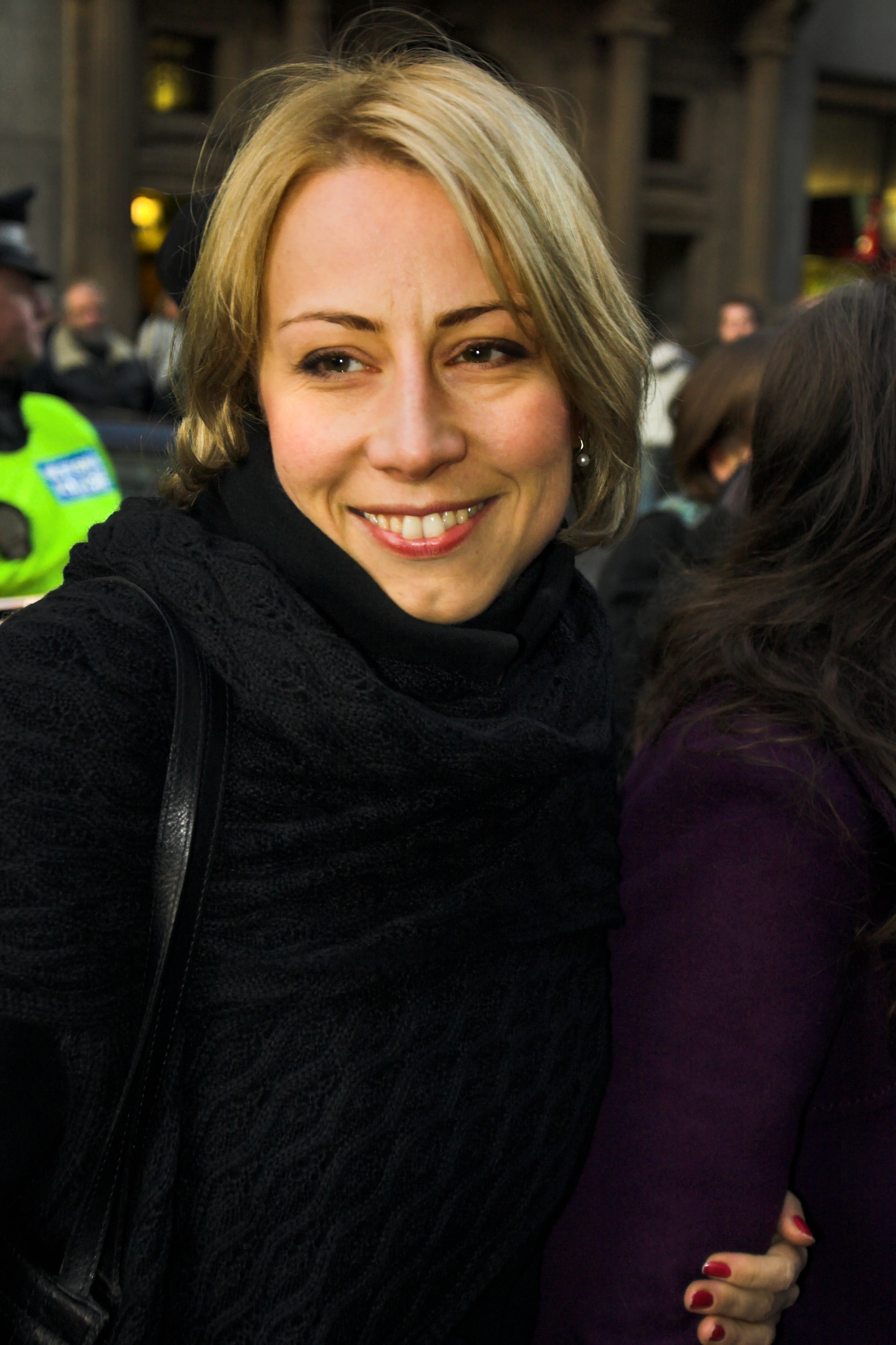
Kateřina Jacques na demonstraci k uctění 17. listopadu 1989 v Praze (2008)

Od ustavení poslaneckého klubu Strany zelených na podzim 2006 byla Jacques jeho předsedkyní; po vnitrostranických bojích, které se odehrávaly i v rámci poslaneckého klubu SZ, z funkci v červnu 2008 odstoupila, aby zabránila odchodu dvou rebelujících poslankyň z klubu. Byla rovněž členkou české (desetičlenné) části česko-rakouské komise pro Jadernou elektrárnu Temelín.
Je zakladatelkou a bývalou předsedkyní Poslanecké skupiny přátel Tibetu, Skupiny přátel Taiwanu a Skupiny pro demokracii v Barmě.
Začátkem září 2007 se v médiích objevily spekulace, že by se Jacques mohla stát ministryní školství místo kritizované Dany Kuchtové, které však popřela. Ministrem za Zelené byl nakonec jmenován Ondřej Liška.
Dne 7. listopadu 2008 členové sněmovního Výboru pro evropské záležitost zvolili Jacques svou předsedkyní, sněmovna ji však poté hlasováním nepotvrdila, ke zvolení jí chyběly vedle hlasů ČSSD a KSČM dva hlasy rebelujících poslankyň Strany zelených Olgy Zubové a Věry Jakubkové. Neobsazení předsedy tohoto výboru bylo obecně hodnoceno jako vrcholně problematické vzhledem k předsednictví Česka v EU pro první půlrok 2009. Ve funkci byla sněmovnou potvrzena až po půlroce, v dubnu 2009.

### Volby do Evropského parlamentu 2009
V roce 2009 Jacques kandidovala ve volbách do Evropského parlamentu (konaly se 5.–6. 6. 2009) a ve straně pro svou kandidaturu získala 9 nominací krajů (nejvíc z kandidátů Strany zelených), nakonec se však na zasedání Republikové rady SZ 28. 2. 2009 rozhodla první místo přenechat náměstkovi ministra životního prostředí Janu Dusíkovi, který, podle vyjádření Martina Bursíka, „reprezentuje téma klimatu, životní prostředí a vytváření zelených pracovních míst v reakci na dopady finanční a hospodářské krize, na což strana sází při evropských volbách“.
V dubnu Kateřina Jacques nedokázala v pořadu Jana Krause Uvolněte se, prosím vysvětlit, co je to biomasa. Sklidila za to škodolibý posměch, na toto její vystoupení následně na svých volebních plakátech poukazovala i Demokratická strana zelených sloganem „My víme, co je biomasa!“.
Ve volbách Strana zelených neuspěla, když získala pouze 48 621 hlasů (2,06 %). Jacques obdržela 5 810 preferenčních hlasů (11,94 % z hlasů pro stranu). Jacques poté prohlásila, že v podzimních volbách do Sněmovny už kandidovat nebude, a dala k dispozici i funkci místopředsedkyně.

### Liberálně ekologická strana
Ve volbách do Evropského parlamentu v roce 2014 kandidovala na 5. místě kandidátky Liberálně ekologické strany, ale neuspěla. Ve volbách do Evropského parlamentu v květnu 2019 kandidovala jako členka Liberálně ekologické strany na 10. místě kandidátky tzv. Spojenců pro Evropu, tj. koalice STAN, TOP 09 s podporou Strany zelených, LES a regionálních hnutí, ale nebyla zvolena.

## Názory a aktivity

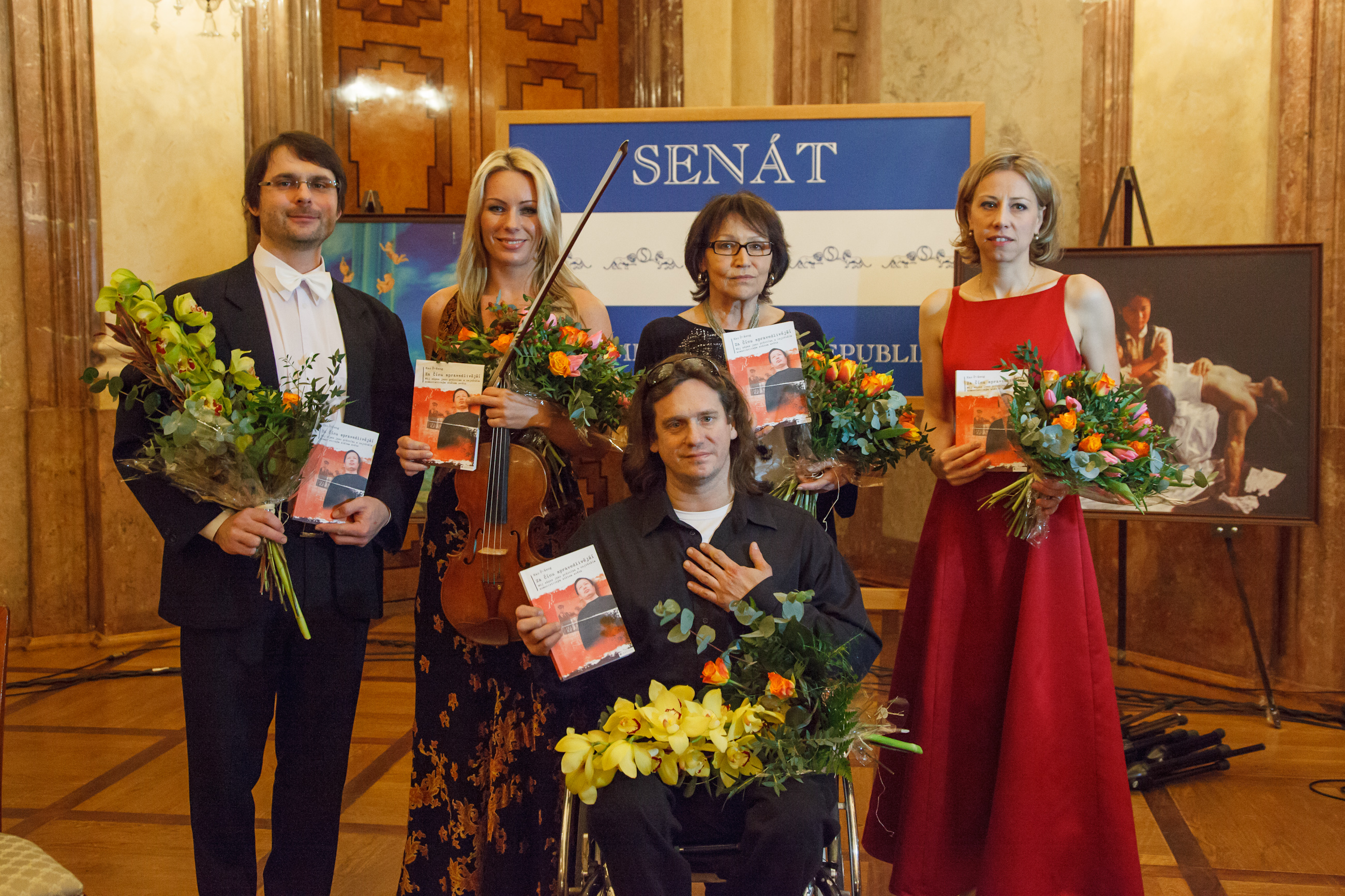
Skupinové foto účinkujících na koncertě za vězněného čínského právníka Kao Č'-šenga (zleva klavírista Štěpán Kos, violistka Jitka Hosprová, herec Jan Potměšil, zpěvačka Marta Kubišová, politička Kateřina Jacques)

Kateřina Jacques je zastáncem aktivní účasti na veřejném životě a práva demonstrovat, účastnila se řady demonstrací, především proti rasismu a neonacismu. Veřejných protestů se účastní už od mládí, podle vlastních slov se účastnila například protivládních demonstrací před listopadem 1989, některých protestů se účastnila také jako studentka politologie s profesorem Zdeňkem Zbořilem. V září 2000 účastnila demonstrace proti zasedání MMF.
Mediálně diskutovaný se stal konflikt Kateřiny Jacques s policistou Tomášem Čermákem při demonstraci Strany zelených proti průvodu Národního odporu 1. května 2006.
V roce 2007 převzala záštitu nad Mezinárodním kongresem normální porod / Normal birth, který se konal 10.–12. května 2007 ve Veletržním paláci v Praze v rámci Světového týdne respektu k porodu. a několikrát kritizovala setrvávání Jiřího Čunka ve vládě poté, co ho policie obvinila z přijetí úplatku.
Angažovala se ve prospěch vzniku Ústavu pro studium totalitních režimů (na její návrh byl změněn jeho název, původně se měl jmenovat po vzoru obdobných ústavů v Polsku a na Slovensku Ústav paměti národa). Vystupovala proti plánům společnosti Forest Golf Resort Praha na vykácení části Klánovického lesa a jeho přeměny na golfové hřiště.

### Podpora lidských práv v ČLR
Jako poslankyně se angažovala proti politice ČLR v Tibetu; (mj. podpořila akci Celosvětová štafeta s olympijskou pochodní lidských práv)
Dne 27. ledna 2012 moderovala koncert, na kterém vystoupila Jitka Hosprová společně s Martou Kubišovou a hercem Janem Potměšilem na dobročinném koncertu na podporu vězněného čínského advokáta Kao Č'-šenga a pronásledovaných praktikujících Fa-lun-kungu. Koncert proběhl v hlavním sále Senátu PČR pod záštitou místopředsedkyně senátu Aleny Palečkové.
V roce 2014 byla členkou správní rady MOST Pro Tibet zabývající se pomocí tibetským exilovým komunitám v Indii a v Tibetu. Roku 2023 vydala knihu - viz níže:

## Dílo
Kateřina Jacques Bursíková, Kateřina Procházková, kolektiv autorů: Dalajlama a Havel, Praha: Vyšehrad 2023.

### Rozhovory
- záznamy předvolebních online rozhovorů se čtenáři na Tiscali.cz
- Společný rozhovor Kateřiny Jacques a Moniky McDonagh-Pajerové pro LN
- Rozhovor s Janem Krausem, 4. dubna 2009